# Pomatiidae
Famille
Les Pomatiidae, appelés Pomatiasidae dans les anciennes classifications, forment une famille de mollusques gastéropodes terrestres appartenant à l'ordre des mésogastéropodes ou des Littorinimorpha suivant les classifications.

## Taxinomie
Selon la Taxonomie des Gastropoda proposée par les malacologistes français, Philippe Bouchet et Jean-Pierre Rocroi (en) en 2005, les Pomatiidae comptent deux sous-familles :
- Pomatiinae Newton, 1891 (1828)
- Annulariinae Henderson & Bartsch, 1920
  - tribu Annulariini Henderson & Bartsch, 1920
  - tribu Adamsiellini Henderson & Bartsch, 1920
  - tribu Choanopomatini Thiele, 1929
  - tribu Cistulopsini H. B. Baker, 1924
  - tribu Rhytidopomatini Henderson & Bartsch, 1920

Liste des genres selon BioLib (24 août 2015) :
- Abbottella
- Adamsiella
- Annularia
- Blaesospira
- Choanopoma
- Chondropoma
- Chondrothyra
- Chondrothyretes
- Colobostylus
- Cyclotopsis
- Leonia
- Licina
- Meganipha
- Opisthosiphon
- Otopoma
- Parachondria
- Pomatias
- Rhytidothyra
- Tropidophora
- Tudora
- Tudorella
- Xenopoma

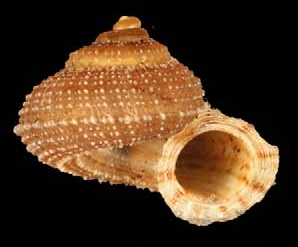
Abbottella calliotropis
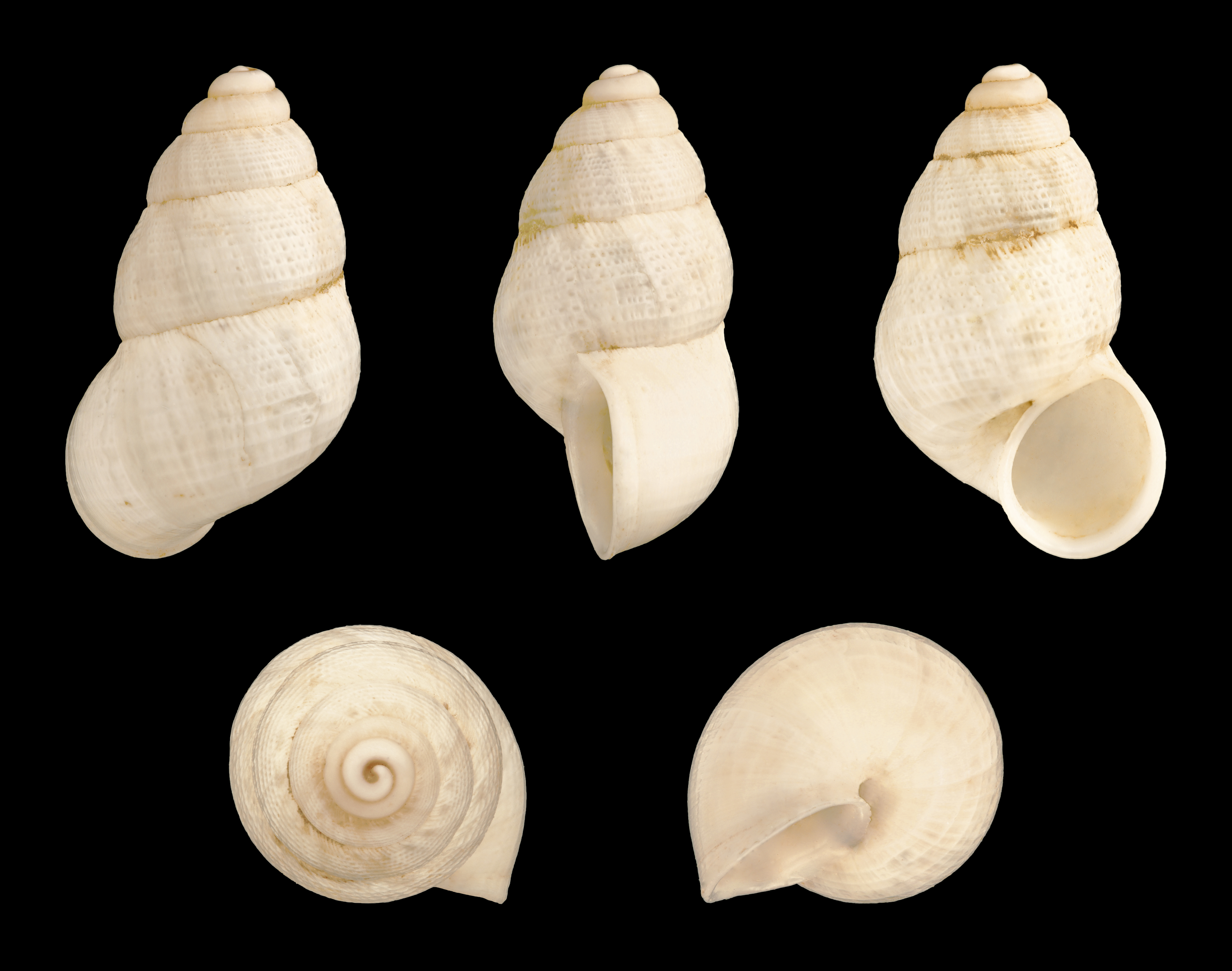
Leonia mammillaris compacta
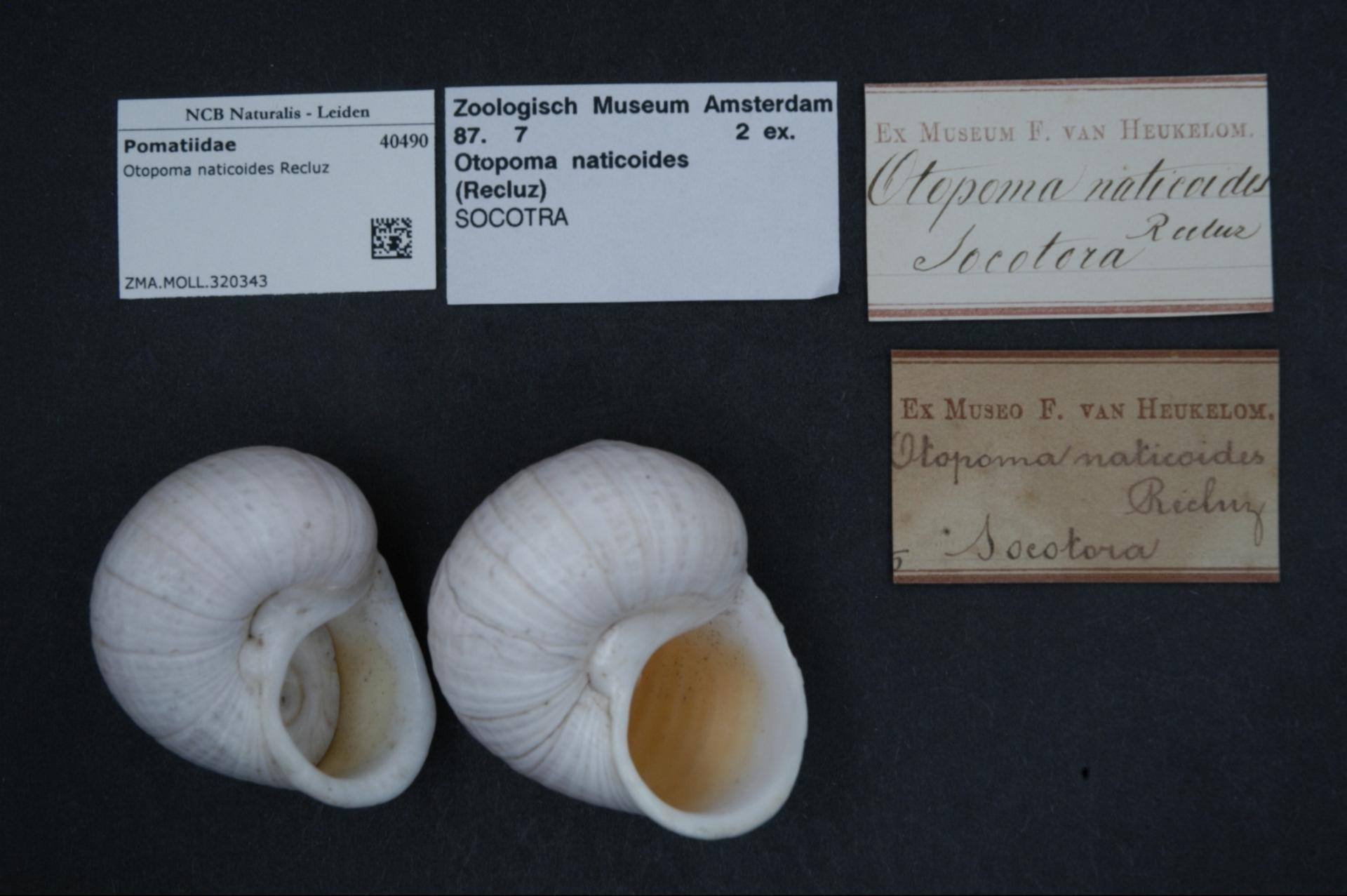
Otopoma naticoides
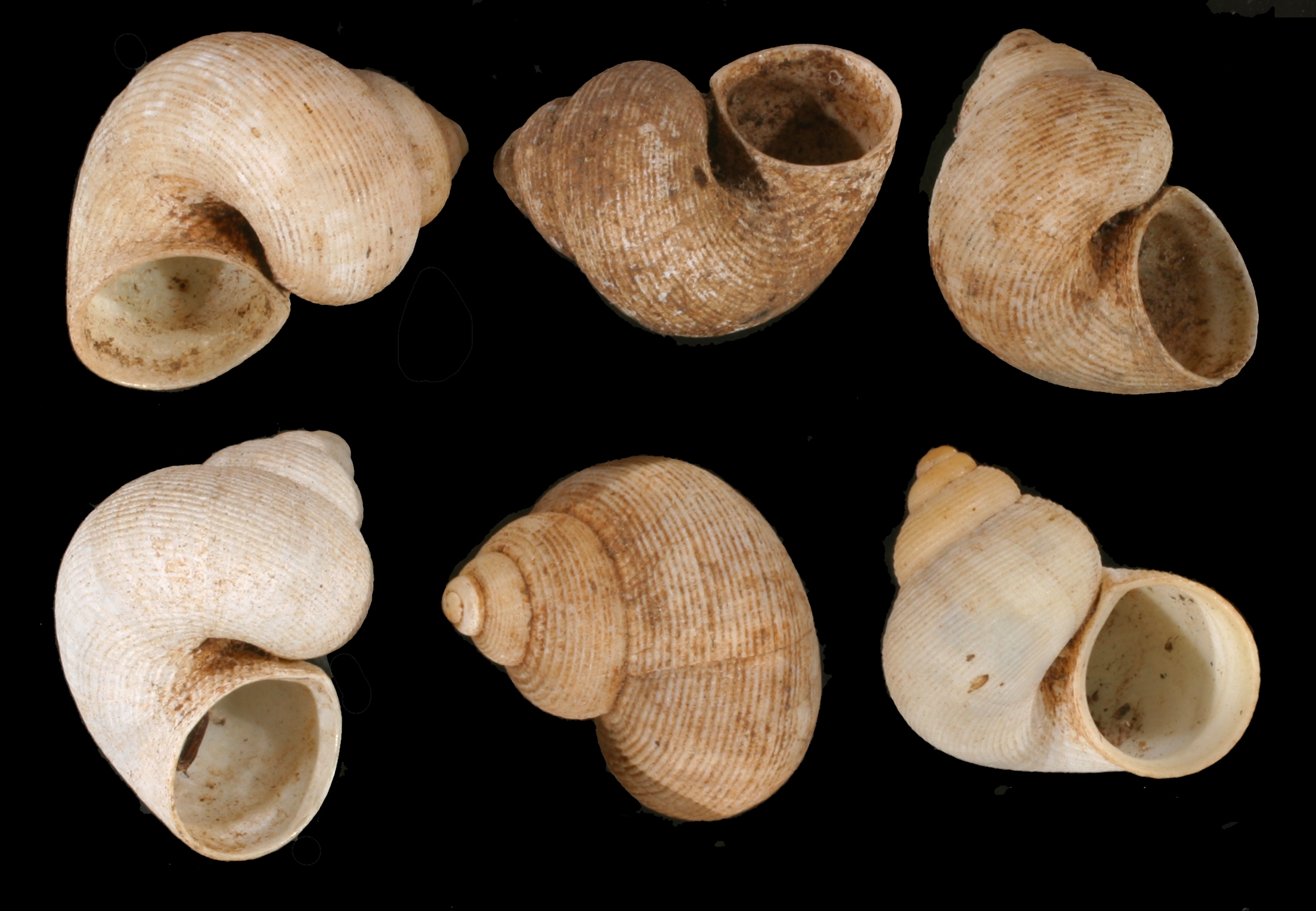
Pomatias rivularis
Tropidophora tricarinata obsoleta
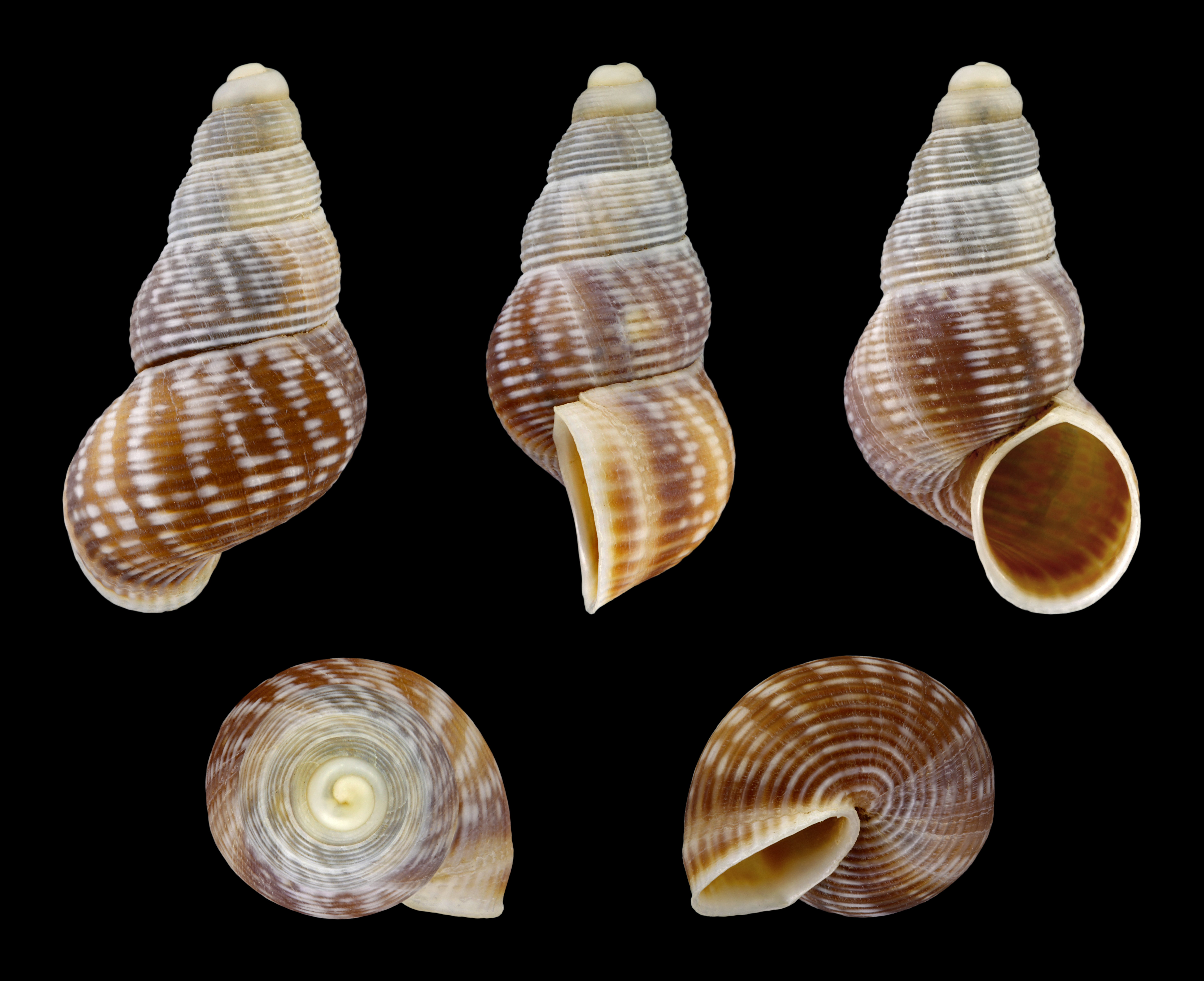
Tudorella ferruginea